# Сент-Коломб (Кот-д’Ор)
Сент-Коло́мб (фр. Sainte-Colombe) — коммуна во Франции, находится в регионе Бургундия. Департамент коммуны — Кот-д’Ор. Входит в состав кантона Витто. Округ коммуны — Монбар.
Код INSEE коммуны — 21544.

## Население
Население коммуны на 2010 год составляло 60 человек.
| 1962 | 1968 | 1975 | 1982 | 1990 | 1999 | 2010 |
| ---- | ---- | ---- | ---- | ---- | ---- | ---- |
| 64   | 56   | 44   | 45   | 53   | 59   | 60   |

## Экономика
В 2010 году среди 35 человек трудоспособного возраста (15—64 лет) 22 были экономически активными, 13 — неактивными (показатель активности — 62,9 %, в 1999 году было 47,2 %). Из 22 активных жителей работали 18 человек (10 мужчин и 8 женщин), безработных было 4 (2 мужчин и 2 женщины). Среди 13 неактивных 3 человека были учениками или студентами, 7 — пенсионерами, 3 были неактивными по другим причинам.